# Nowouziensk
Nowouziensk (ros. Новоузенск) – miasto w południowo-zachodniej Rosji, w obwodzie saratowskim, położone nad rzeką Wielki Uzeń, ok. 25 km od granicy kazachsko-rosyjskiej. W 2010 roku miasto liczyło 16 870 mieszkańców.
W Nowouzieńsku urodził się Wiktor Czernow, współzałożyciel i jeden z przywódców Partii Socjalistów-Rewolucjonistów (eserowców), minister rolnictwa w Rządzie Tymczasowym, w 1918 przewodniczący Konstytuanty, w czasie wojny domowej w Rosji przewodniczący Komucza.